# Ukraina na Letnich Igrzyskach Olimpijskich 2008
Ukrainę na Letnich Igrzyskach Olimpijskich 2008 reprezentowało 243 sportowców – 127 mężczyzn i 116 kobiet w 20 dyscyplinach.
Był to 4. start reprezentacji Ukrainy na letnich igrzyskach olimpijskich. 27 zdobytych medali było najlepszym wynikiem Ukrainy w historii występów na letnich igrzyskach olimpijskich. 
Pierwotnie reprezentanci Ukrainy zdobyli 27 medali: 7 złotych, 5 srebrnych i 15 brązowych. Jednakże w wyniku przeprowadzonych kontroli dopingowych srebrnych medali zostali pozbawieni: Wasyl Fedoryszyn i Olha Korobka. Ponadto brązowe medale stracili: Natalija Dawydowa, Denys Jurczenko i Wiktorija Tereszczuk. W wyniku relokacji medali ostatecznie Ukraińcy zdobyli 7 złotych, 4 srebrne i 11 brązowych medali.

## Zdobyte medale
| Medal  | Zawodnik                                              | Dyscyplina sportowa | Konkurencja                                          |
| ------ | ----------------------------------------------------- | ------------------- | ---------------------------------------------------- |
| Złoto  | Ołeksandr Petriw                                      | Strzelectwo         | pistolet szybkostrzelny 25 m mężczyzn                |
| Złoto  | Artur Ajwazian                                        | Strzelectwo         | karabin dowolny leżąc 50 m mężczyzn                  |
| Złoto  | Wiktor Ruban                                          | Łucznictwo          | indywidualnie mężczyzn                               |
| Złoto  | Olha Charłan Ołena Chomrowa Hałyna Pundyk Olha Żownir | Szermierka          | szabla drużynowo kobiet                              |
| Złoto  | Natalija Dobrynska                                    | Lekkoatletyka       | siedmiobój kobiet                                    |
| Złoto  | Inna Osypenko-Radomska                                | Kajakarstwo         | K-1 500 m kobiet                                     |
| Złoto  | Wasyl Łomaczenko                                      | Boks                | waga piórkowa (do 57 kg) mężczyzn                    |
| Srebro | Jurij Suchorukow                                      | Strzelectwo         | karabin dowolny trzy postawy 50 m mężczyzn           |
| Srebro | Ołena Antonowa                                        | Lekkoatletyka       | rzut dyskiem kobiet                                  |
| Srebro | Andrij Stadnik                                        | Zapasy              | styl wolny do 66 kg mężczyzn                         |
| Srebro | Iryna Liszczynśka                                     | Lekkoatletyka       | bieg na 1500 m kobiet                                |
| Brąz   | Roman Hontiuk                                         | Judo                | do 81 kg mężczyzn                                    |
| Brąz   | Illa Kwasza Ołeksij Pryhorow                          | Skoki do wody       | trampolina 3 m pary synchronicznie mężczyzn          |
| Brąz   | Armen Wardanian                                       | Zapasy              | styl klasyczny do 66 kg mężczyzn                     |
| Brąz   | Iryna Merłeni                                         | Zapasy              | styl wolny do 48 kg kobiet                           |
| Brąz   | Łesia Kałytowśka                                      | Kolarstwo           | kolarstwo torowe wyścig na dochodzenie kobiet        |
| Brąz   | Ołeksandr Worobjow                                    | Gimnastyka          | ćwiczenia na kółkach mężczyzn                        |
| Brąz   | Taras Dańko                                           | Zapasy              | styl wolny do 84 kg mężczyzn                         |
| Brąz   | Jurij Czeban                                          | Kajakarstwo         | C-1 500 m mężczyzn                                   |
| Brąz   | Wiaczesław Hłazkow                                    | Boks                | waga superciężka (powyżej 91 kg) mężczyzn            |
| Brąz   | Natalija Tobias                                       | Lekkoatletyka       | bieg na 1500 m kobiet                                |
| Brąz   | Hanna Bezsonowa                                       | Gimnastyka          | gimnastyka artystyczna wielobój indywidualnie kobiet |

## Skład kadry

### Badminton
Singiel kobiet:
- Łarysa Hryha – 17. miejsce

Singiel mężczyzn:
- Władysław Drużczenko – 33. miejsce

### Boks
Waga papierowa
- Heorhij Czyhajew – 9. miejsce

Waga piórkowa
- Wasyl Łomaczenko – złoty medal

Waga lekka 
- Ołeksandr Kluczko – 17. miejsce

Waga półśrednia
- Ołeksandr Strećkyj – 9. miejsce

Waga średnia
- Serhij Derewjanczenko – 9. miejsce

Waga ciężka
- Ołeksandr Usyk – 5. miejsce

Waga superciężka
- Wiaczesław Hłazkow – brązowy medal

### Gimnastyka

#### Mężczyźni
Wielobój indywidualnie
- Wałerij Honczarow – odpadł w eliminacjach
- Ołeksandr Worobjow – odpadł w eliminacjach

Poręcz
- Wałerij Honczarow – odpadł w eliminacjach

Drążek
- Wałerij Honczarow – odpadł w eliminacjach

Kółka
- Ołeksandr Worobjow – brązowy medal

Trampolina
- Jurij Nikitin – 5. miejsce

#### Kobiety
Wielobój indywidualnie
- Wałentyna Hołenkowa – odpadła w eliminacjach
- Alina Kozicz – odpadła w eliminacjach
- Iryna Krasnianśka – odpadła w eliminacjach
- Maryna Proskurina – odpadła w eliminacjach
- Daryna Zhoba – odpadła w eliminacjach
- Anastasija Kowal – odpadła w eliminacjach

Wielobój drużynowo
- Wałentyna Hołenkowa, Alina Kozicz, Iryna Krasnianśka, Maryna Proskurina, Daryna Zhoba, Anastasija Kowal – odpadły w eliminacjach

Ćwiczenia na podłodze
- Wałentyna Hołenkowa – odpadła w eliminacjach
- Maryna Proskurina – odpadła w eliminacjach
- Anastasija Kowal – odpadła w eliminacjach
- Alina Kozicz – odpadła w eliminacjach

Poręcz
- Anastasija Kowal – 5. miejsce
- Daryna Zhoba – 8. miejsce
- Wałentyna Hołenkowa – odpadła w eliminacjach
- Iryna Krasnianśka – odpadła w eliminacjach
- Alina Kozicz – odpadła w eliminacjach

Równoważnia
- Alina Kozicz – odpadła w eliminacjach
- Iryna Krasnianśka – odpadła w eliminacjach
- Daryna Zhoba – odpadła w eliminacjach
- Wałentyna Hołenkowa – odpadła w eliminacjach

Gimnastyka artystyczna indywidualnie
- Hanna Bezsonowa – brązowy medal
- Natalija Hodunko – 7. miejsce

Gimnastyka artystyczna drużynowo
- Krystyna Czerepienina, Ołena Dmytrasz, Alina Maksymenko, Wira Perederij, Julija Słobodian, Wiktorija Zubczenko – 8. miejsce

Trampolina
- Ołena Mowczan – 4. miejsce

### Jeździectwo

#### Skoki przez przeszkody
Indywidualnie
- Jean-Claude Van Geenberghe – 10. miejsce
- Björn Nagel – odpadł w eliminacjach
- Katharina Offel – odpadła w eliminacjach
- Ołeksandr Oniszczenko – odpadł w eliminacjach

Drużynowo
- Jean-Claude Van Geenberghe, Björn Nagel, Katharina Offel, Ołeksandr Oniszczenko – odpadli w eliminacjach

### Judo
Mężczyźni
- Maksym Korotun – 33. miejsce, waga półlekka
- Hennadij Biłodid – 7. miejsce, waga lekka
- Roman Hontiuk – brązowy medal, waga półśrednia
- Wałentyn Hrekow – 20. miejsce, waga średnia
- Jewhen Sotnykow – 21. miejsce, waga ciężka

Kobiety
- Ludmyła Łusnikowa – 15. miejsce, waga półlekka
- Natalija Smal – 9. miejsce, waga średnia
- Maryna Pryszczepa – 20. miejsce, waga półciężka
- Maryna Prokofjewa – 13. miejsce, waga ciężka

### Kajakarstwo

#### Mężczyźni
C-1 500 m
- Jurij Czeban – brązowy medal

C-1 1000 m
- Jurij Czeban – odpadł w eliminacjach

C-2 500 m
- Maksym Prokopenko, Serhij Bezuhłyj – 8. miejsce

C-2 1000 m
- Petro Kruk, Rusłan Dżaliłow – odpadli w eliminacjach

#### Kobiety
K-1 500 m
- Inna Osypenko – złoty medal

### Kolarstwo

#### Mężczyźni
Wyścig ze startu wspólnego
- Jarosław Popowycz – 35. miejsce
- Rusłan Pidhorny – 52. miejsce
- Denys Kostiuk – 76. miejsce
- Andrij Hriwko – nie ukończył

Jazda na czas
- Andrij Hriwko – 31. miejsce
- Denys Kostiuk – 36. miejsce

Keirin
- Andrij Wynokurow – 13. miejsce

Wyścig indywidualny na dochodzenie
- Wołodymyr Diudia – 5. miejsce
- Witalij Popkow – 14. miejsce

Wyścig drużynowy na dochodzenie
- Wołodymyr Diudia, Lubomyr Połatajko, Maksym Poliszczuk, Witalij Szczedow – 9. miejsce

Wyścig punktowy
- Wołodymyr Rybin – 14. miejsce

Madison
- Lubomyr Połatajko, Wołodymyr Rybin – 15. miejsce

Cross country
- Serhij Rysenko – 42. miejsce

#### Kobiety
Wyścig indywidualny ze startu wspólnego 
- Jewhenija Wysoćka – 22. miejsce
- Tetiana Stiażkina – 32. miejsce
- Oksana Kaszczyszyna – 42. miejsce

Wyścig indywidualny na dochodzenie
- Łesia Kałytowśka – brązowy medal

Wyścig punktowy
- Łesia Kałytowśka – 5. miejsce

### Lekkoatletyka

#### Mężczyźni
100 m
- Dmytro Hłuszczenko – odpadł w eliminacjach

200 m
- Ihor Bodrow – odpadł w eliminacjach

400 m
- Mychajło Knysz – odpadł w eliminacjach

1500 m
- Iwan Heszko – nie wystartował

Maraton
- Wasyl Matwijczuk – 27. miejsce
- Ołeksandr Kuzin – nie ukończył
- Ołeksandr Sitkowśkyj – nie ukończył

Chód na 20 km
- Andrij Kowenko – 24. miejsce

Chód na 50 km
- Serhij Budza – 24. miejsce
- Ołeksij Szełest – 27. miejsce
- Ołeksij Kazanin – nie ukończył

Skok wzwyż
- Dmytro Demjaniuk — odpadł w eliminacjach
- Jurij Krimarenko — odpadł w eliminacjach
- Ołeksandr Nartow — odpadł w eliminacjach

Skok o tyczce
- Maksym Mazuryk — odpadł w eliminacjach
- Ołeksandr Korczmid — odpadł w eliminacjach
- Denys Jurczenko — dyskwalifikacja

Skok w dal
- Andrij Makarczew — odpadł w eliminacjach

Trójskok
- Wiktor Kuzniecow — 8. miejsce
- Mykoła Sawołajnen — odpadł w eliminacjach
- Wiktor Jastrebow — odpadł w eliminacjach

Pchnięcie kulą
- Jurij Biłonoh – 4. miejsce
- Andrij Semenow – odpadł w eliminacjach

Rzut dyskiem
- Ołeksij Semenow – odpadł w eliminacjach

Rzut młotem
- Jewhen Wynohradow – odpadł w eliminacjach
- Artem Rubanko – odpadł w eliminacjach
- Ihor Tuhaj – odpadł w eliminacjach

Rzut oszczepem
- Roman Awramenko – odpadł w eliminacjach

Dziesięciobój
- Ołeksij Kasjanow – 6. miejsce

#### Kobiety
100 m
- Natalija Pohrebniak – odpadła w eliminacjach

200 m
- Natalija Pyhyda – odpadła w eliminacjach

400 m
- Antonina Jefremowa – odpadła w eliminacjach

800 m
- Julija Krewsun – 7. miejsce
- Tetiana Petluk – odpadła w eliminacjach

1500 m
- Iryna Liszczynśka – srebrny medal
- Natalija Tobias – brązowy medal
- Hanna Miszczenko – 9. miejsce

10 000 m
- Natalija Berkut – nie wystartowała

Maraton
- Tetiana Fiłoniuk – 31. miejsce
- Oksana Sklarenko – 69. miejsce

100 m przez płotki
- Jewhenija Snihur – odpadła w eliminacjach

400 m przez płotki
- Anastasija Rabczeniuk – 4. miejsce

3000 m z przeszkodami
- Wałentyna Horpynycz – odpadła w eliminacjach

4 x 100 m
- Natalija Pyhyda, Natalija Pohrebniak, Iryna Szepetiuk, Oksana Szczerbak – odpadły w eliminacjach

4 x 400 m
- Oksana Szczerbak, Tetiana Petluk, Ksenija Karandiuk, Natalija Pyhyda – odpadły w eliminacjach

Chód na 20 km
- Wira Zozula – 16. miejsce
- Nadija Prokopuk – 33. miejsce

Skok wzwyż
- Wiktorija Stiopina – 9. miejsce
- Wiktorija Pałamar – nie ukończyła

Skok o tyczce
- Natalija Kuszcz – odpadła w eliminacjach

Skok w dal
- Wita Rybałko – odpadła w eliminacjach
- Ołeksandra Stadniuk – odpadła w eliminacjach
- Ludmyła Błonśka – dyskwalifikacja

Trójskok
- Olha Saładucha – 7. miejsce
- Switłana Mamiejewa – odpadła w eliminacjach
- Lilija Kułyk – odpadła w eliminacjach

Rzut dyskiem
- Ołena Antonowa – srebrny medal
- Natalija Semenowa – odpadła w eliminacjach
- Kateryna Karsak – odpadła w eliminacjach

Rzut młotem
- Iryna Nowożyłowa – odpadła w eliminacjach
- Iryna Sekaczowa – odpadła w eliminacjach
- Inna Sajenko – odpadła w eliminacjach

Rzut oszczepem
- Wira Rebryk – odpadła w eliminacjach
- Olha Iwankowa – odpadła w eliminacjach
- Tetiana Lachowycz – odpadła w eliminacjach

Siedmiobój
- Natalija Dobrynska – złoty medal
- Hanna Melnyczenko – 13. miejsce
- Ludmyła Błonśka – dyskwalifikacja

### Łucznictwo
Zawody indywidualne kobiet:
- Wiktorija Kowal – 23. miejsce
- Tetiana Bereżna – 59. miejsce

Zawody indywidualne mężczyzn:
- Wiktor Ruban – złoty medal
- Ołeksandr Serdiuk – 17. miejsce
- Markijan Iwaszko – 41. miejsce

Zawody drużynowe mężczyzn:
- Markijan Iwaszko, Wiktor Ruban, Ołeksandr Serdiuk – 4. miejsce

### Pięciobój nowoczesny
Kobiety
- Wiktorija Tereszczuk – dyskwalifikacja

Mężczyźni
- Pawło Tymoszczenko – 7. miejsce
- Dmytro Kirpulanśkyj – 9. miejsce

### Pływanie

#### Mężczyźni
50 m stylem dowolnym
- Jurij Jehoszyn – 42. miejsce

100 m stylem dowolnym
- Jurij Jehoszyn – 36. miejsce

200 m stylem dowolnym
- Serhij Adwena – 23. miejsce

400 m stylem dowolnym
- Serhij Fesenko – 16. miejsce

1500 m stylem dowolnym
- Serhij Fesenko – 23. miejsce

100 m stylem grzbietowym
- Ołeksandr Isakow – 38. miejsce

200 m stylem grzbietowym
- Ołeksandr Isakow – 39. miejsce

100 m stylem klasycznym
- Ihor Borysyk – 7. miejsce
- Ołeh Lisohor – 9. miejsce

200 m stylem klasycznym
- Ihor Borysyk – 14. miejsce
- Wałerij Dymo – 22. miejsce

100 m stylem motylkowym
- Andrij Serdinow – 7. miejsce
- Serhij Breus – 13. miejsce

200 m stylem motylkowym
- Serhij Adwena – 15. miejsce
- Denys Syłantiew – 21. miejsce

200 m stylem zmiennym
- Wadym Łepśkyj – 28. miejsce

400 m stylem zmiennym
- Wadym Łepśkyj – 20. miejsce

4 × 100 m stylem zmiennym
- Ołeksandr Isakow, Wałerij Dymo, Serhij Breus, Jurij Jehoszyn – 15. miejsce

Otwarty akwen
- Ihor Czerwynśkyj – 12. miejsce

#### Kobiety
50 m stylem dowolnym
- Oksana Serikowa – 32. miejsce

100 m stylem dowolnym
- Daryna Stepaniuk – 27. miejsce

200 m stylem dowolnym
- Natalija Chudiakowa – 35. miejsce

400 m stylem dowolnym
- Natalija Chudiakowa – 33. miejsce

4 × 100 m stylem dowolnym
- Daryna Stepaniuk, Kateryna Dikidżi, Hanna Dzerkal, Natalija Chudiakowa – 14. miejsce

100 m stylem grzbietowym
- Kateryna Zubkowa – 21. miejsce
- Iryna Amszennikowa – 37. miejsce

200 m stylem grzbietowym
- Kateryna Zubkowa – 22. miejsce
- Iryna Amszennikowa – 33. miejsce

100 m stylem klasycznym
- Julija Pidlisna – 24. miejsce
- Hanna Chlistunowa – 25. miejsce

200 m stylem klasycznym
- Julija Pidlisna – 23. miejsce

100 m stylem motylkowym
- Kateryna Zubkowa – 24. miejsce

200 m stylem motylkowym
- Tetiana Chała – 24. miejsce

200 m stylem zmiennym
- Hanna Dzerkal – 31. miejsce

4 × 100 m stylem zmiennym
- Iryna Amszennikowa, Julija Pidlisna, Kateryna Zubkowa, Daryna Stepaniuk – 16. miejsce

Otwarty akwen
- Nataliyja Samorodina – 23. miejsce

### Podnoszenie ciężarów

#### Mężczyźni
- Artem Iwanow – 8. miejsce, waga półciężka
- Ołeksij Torochtij – 10. miejsce, waga ciężka
- Ihor Razorionow – dyskwalifikacja, waga ciężka
- Artem Udaczyn – 4. miejsce, waga superciężka
- Ihor Szymeczko – 5. miejsce, waga superciężka

#### Kobiety
- Natalija Dawydowa – dyskwalifikacja, waga lekkociężka
- Nadija Myroniuk – 6. miejsce, waga ciężka
- Julija Dowhal – 5. miejsce, waga superciężka
- Olha Korobka – dyskwalifikacja, waga superciężka

### Skoki do wody

#### Mężczyźni
Trampolina 3 m
- Illa Kwasza – 15. miejsce
- Jurij Szlachow – 23. miejsce

Wieża 10 m
- Kostiantyn Milajew – 20. miejsce
- Roman Wołodkow – 29. miejsce

Wieża 10 m synchronicznie
- Illa Kwasza, Ołeksij Pryhorow – brązowy medal

#### Kobiety
Trampolina 3 m
- Ołena Fedorowa – 11. miejsce
- Hanna Pyśmenśka – 26. miejsce

Wieża 10 m
- Julija Prokopczuk – 20. miejsce

Wieża 10 m synchronicznie
- Marija Wołoszczenko, Hanna Pyśmens – 7. miejsce

### Strzelectwo

#### Mężczyźni
Pistolet pneumatyczny 10 m
- Ołeh Omelczuk – 16. miejsce
- Iwan Rybowałow – 34. miejsce

Pistolet szybkostrzelny 25 m
- Ołeksandr Petriw – złoty medal
- Roman Bondaruk – 6. miejsce

Pistolet dowolny 50 m
- Ołeh Omelczuk – 4. miejsce
- Iwan Rybowałow – 19. miejsce

Karabin pneumatyczny 10 m
- Ołeksandr Łazejkyn – 11. miejsce
- Artur Ajwazian – 21. miejsce

Karabin małokalibrowy 3 postawy 50 m 
- Jurij Suchorukow – srebrny medal
- Artur Ajwazian – 19. miejsce

Karabin małokalibrowy leżąc 50 m
- Artur Ajwazian – złoty medal
- Jurij Suchorukow – 36. miejsce

Skeet
- Mykoła Milczew – 32. miejsce

#### Kobiety
Pistolet pneumatyczny 10 m
- Ołena Kostewycz – 31. miejsce

Pistolet szybkostrzelny 25 m
- Ołena Kostewycz – 26. miejsce

Karabin pneumatyczny 10 m
- Natalija Kalnysz – 27. miejsce
- Darja Szaripowa – 45. miejsce

Karabin małokalibrowy 3 postawy 50 m
- Daryna Szytko – 20. miejsce
- Natalija Kalnysz – 31. miejsce

### Szermierka

#### Mężczyźni
Szpada
- Dmytro Czumak – 13. miejsce
- Maksym Chworost – 19. miejsce
- Bohdan Nikiszyn – 28. miejsce

Szpada drużynowo
- Dmytro Czumak, Maksym Chworost, Bohdan Nikiszyn – 7. miejsce

#### Kobiety
Floret
- Olha Łełejko – 36. miejsce

Szpada
- Jana Szemiakina – 18. miejsce

Szabla
- Ołena Chomrowa – 8. miejsce
- Olha Charłan – 13. miejsce
- Hałyna Pundyk – 29. miejsce

Szabla drużynowo
- Olha Charłan, Ołena Chomrowa, Hałyna Pundyk, Olha Żownir – złoty medal

### Tenis stołowy
Singiel kobiet
- Marharyta Pesoćka – 49. miejsce
- Tetiana Soroczynśka – 49. miejsce

Singiel mężczyzn
- Kou Lei – 65. miejsce

### Tenis ziemny
Singiel kobiet
- Marija Korytcewa – 17. miejsce
- Alona Bondarenko – 17. miejsce
- Kateryna Bondarenko – 33. miejsce
- Tetiana Perebyjnis – 33. miejsce

Debel kobiet
- Alona Bondarenko, Kateryna Bondarenko – 4. miejsce

- Marija Korytcewa, Tetiana Perebyjnis – 17. miejsce

### Triathlon
Kobiety
- Julija Sapunowa – 24. miejsce

Mężczyźni
- Wołodymyr Polikarpenko – 35. miejsce
- Andrij Hłuszczenko – nie ukończył

### Wioślarstwo

#### Mężczyźni
Czwórka podwójna
- Serhij Hryń, Ołeh Łykow, Wołodymyr Pawłowśkyj, Serhij Biłouszczenko – 8. miejsce

#### Kobiety
Dwójka bez sternika 
- Kateryna Tarasenko, Jana Dementjewa – 7. miejsce

Czwórka podwójna
- Switłana Spiriuchowa, Tetiana Kołesnikowa, Ołena Ołefirenko, Natalija Lalczuk – 4. miejsce

### Wushu (sport pokazowy)
Daoshu i Gunshu mężczyzn
- Andrij Kowal – 10. miejsce

### Zapasy

#### Mężczyźni
- Jurij Kowal – 11. miejsce, 55 kg st.klasyczny
- Armen Wardanian – brązowy medal, 66 kg st.klasyczny
- Wołodymyr Szaćkych – 15. miejsce, 74 kg st.klasyczny
- Ołeksandr Darahan – 14. miejsce, 84 kg st.klasyczny
- Ołeh Krioka – 13. miejsce, 96 kg st.klasyczny
- Ołeksandr Czernecki – 16. miejsce, 120 kg st.klasyczny

- Wasyl Fedoryszyn – dyskwalifikacja, 60 kg st.wolny
- Andrij Stadnik – srebrny medal, 66 kg st.wolny
- Ibrahim Ałdatow – 13. miejsce, 74 kg st.wolny
- Taras Dańko – brązowy medal, 84 kg st.wolny
- Gieorgij Tibiłow – 5. miejsce, 96 kg st.wolny
- Iwan Iszczenko – 10. miejsce, 120 kg st.wolny

#### Kobiety
- Iryna Merłeni – brązowy medal, 48 kg st.wolny
- Natalija Synyszyn – 12. miejsce, 55 kg st.wolny
- Julija Ostapczuk – 11. miejsce, 63 kg st.wolny
- Oksana Waszczuk – 12. miejsce, 72 kg st.wolny

### Żeglarstwo

#### Mężczyźni
RS:X
- Maksym Oberemko – 12. miejsce

#### Kobiety
RS:X
- Olha Masliweć – 8. miejsce

#### Open
49er
- Rodion Łuka, Heorhij Łeonczuk – 15. miejsce

Tornado
- Pawło Kałynczew, Andrij Szafraniuk – 13. miejsce